# 蘇家屯区
蘇家屯区（そかとん-く）は中華人民共和国遼寧省瀋陽市に位置する市轄区。

## 地理
蘇家屯区は渾河南岸に位置し、瀋陽市の中心部まで16km、撫順市、本渓市と遼陽市の3都市と区境を接している。住民のほとんどは漢民族であるが満族、モンゴル族、シベ族、朝鮮族、回族など13の民族が住んでいる。

## 行政区画
12街道弁事処を管轄する。
- 街道弁事所：解放街道、民主街道、中興街道、瀋水街道、八一紅菱街道、林盛街道、沙河街道、十里河街道、陳相街道、白清姚千街道、佟溝街道、永楽街道

## 交通

### 鉄道
- 中国国家鉄路集団
  - 蘇家屯駅 - 瀋大線、瀋丹線の接続駅
- 瀋陽地下鉄
  - 4号線

### 道路
- 高速道路
  -  瀋海高速道路
  -  丹阜高速道路
- 国道
  -  G202国道
  -  G304国道